# Good Without
Good Without è un singolo della cantante britannica Mimi Webb, pubblicato il 26 marzo 2021 come primo estratto dal primo EP Seven Shades of Heartbreak.

## Video musicale
Il video musicale, diretto da Pip + Lib, è stato reso disponibile su YouTube il 23 aprile 2021.

## Tracce
Testi e musiche di Amelia Webb, Fridolin Walcher e Sam Merryfield.
1. Good Without – 3:02

## Successo commerciale
Nella classifica britannica il brano ha esordito al 17º posto con 21 075 unità totalizzate, divenendo il secondo ingresso in classifica per la cantante nonché la sua prima top twenty. Durante la sua nona settimana ha aumentato le proprie unità a 23 525, guadagnandosi un nuovo picco alla 10ª posizione e portando Webb per la prima volta in top ten. Si è poi fermato all'8ª posizione.

## Classifiche

### Classifiche settimanali
| Classifica (2021) | Posizione massima |
| ----------------- | ----------------- |
| Belgio (Fiandre)  | 25                |
| Irlanda           | 7                 |
| Norvegia          | 30                |
| Paesi Bassi       | 34                |
| Regno Unito       | 8                 |
| Svezia            | 94                |
| Svizzera          | 89                |

### Classifiche di fine anno
| Classifica (2021) | Posizione |
| ----------------- | --------- |
| Belgio (Fiandre)  | 59        |
| Irlanda           | 39        |
| Regno Unito       | 44        |
| Classifica (2022) | Posizione |
| Belgio (Fiandre)  | 164       |